# Alexander Bishop
Alexander Bishop (ur. 31 sierpnia 1993) – nowozelandzki judoka.
Uczestnik mistrzostw świata w 2014. Startował w Pucharze Świata w 2012 i 2015. Brązowy medalista mistrzostw Oceanii w 2014 i 2015 roku.